# Promachus paucinervis
Promachus paucinervis is een vliegensoort uit de familie van de roofvliegen (Asilidae). De wetenschappelijke naam van de soort is voor het eerst geldig gepubliceerd in 1994 door Zhang & Sun & Zhang.